# Ramires (futebolista)
Ramires Santos do Nascimento (Barra do Piraí, 24 de março de 1987) é um ex-futebolista brasileiro que atuava como volante.
Caracterizava-se por ser um jogador bastante rápido e de forte marcação, que também aparecia bastante no ataque. Revelado pelo Joinville em 2006, em 2007 foi contratado pelo Cruzeiro. Em 2008 recebeu o prêmio Bola de Prata, da Placar, de melhor volante do Campeonato Brasileiro de 2008.

## Carreira

### Joinville
Após disputar a Copa Rio de Janeiro de Futebol Juvenil em 2004, Ramires foi integrado ao time juvenil do Joinville. Em setembro de 2005, com dezoito anos, o jogador chegou a ser promovido ao time profissional como lateral-direito, mas não atuou. Ramires começou a ter oportunidades em 2006, até que o treinador Wagner Oliveira deslocou o jogador para o meio-campo, setor onde a jovem promessa começou a ganhar destaque por sua versatilidade. Com isso, passou a figurar constantemente entre os titulares e foi um dos principais destaques do elenco naquele ano. Em 2007, disputou o Campeonato Catarinense e logo em seguida transferiu-se para o Cruzeiro.

### Cruzeiro
Em 12 de abril de 2007, Ramires foi contratado por 350 mil reais junto ao Joinville. O volante chegou para substituir Ricardinho, que não havia apresentado o mesmo futebol de sua primeira passagem pelo time celeste.
Realizou sua estreia no dia 12 de maio, sendo titular num empate por 2–2 contra o Fluminense, no Maracanã, válido pelo Campeonato Brasileiro. Já no dia 3 de junho, teve boa atuação e marcou seu primeiro gol pelo clube na vitória por 3–1 contra o Palmeiras, em jogo realizado no Parque Antarctica. Voltou a balançar as redes no dia 24 de junho, no clássico contra o arquirrival Atlético Mineiro. Ramires marcou o último gol da vitória por 4–2, e daí por diante conquistou a "China Azul".
Apesar de não ser um jogador de porte físico avantajado, desde o início se destacou no Cruzeiro por sua raça, com a qual costumava enfrentar divididas com jogadores de melhor porte. No time então comandado por Dorival Júnior, em pouco tempo Ramires tornou-se titular absoluto. 
O volante iniciou a temporada 2008 atuando nos 90 minutos da goleada por 4–0 contra o Uberaba, válida pelo Campeonato Mineiro. Na partida seguinte, dessa vez pela Libertadores da América, marcou dois gols na vitória por 3–1 contra o Cerro Porteño, no Mineirão. Ramires fez um ótimo primeiro semestre nesse ano, sendo um dos líderes da equipe na fase inicial da Libertadores. O jogador terminou a fase preliminar com três gols marcados, ajudando na classificação do seu time. Durante o Campeonato Brasileiro, o cruzeirense se destacou e, ao lado do são-paulino Hernanes, foi escolhido na premiação da Bola de Prata.
Mantendo a boa fase, Ramires começou o ano de 2009 sendo apontado como um dos jogadores que realizava o melhor início de temporada no Brasil. Durante o Torneio Verão, disputado no Uruguai, o jogador foi o artilheiro do Cruzeiro com dois gols, sendo um deles contra o Atlético Mineiro.

### Benfica
No dia 21 de março de 2009, Ramires foi anunciado como novo reforço do Benfica por 7,5 milhões de euros, assinando contrato por cinco anos, com uma cláusula de rescisão de 30 milhões de euros. O brasileiro foi um jogador importante e titular em muitos jogos, contribuindo de forma decisiva para a conquista do campeonato e da Taça da Liga para o Benfica em 2010.

### Chelsea
Foi contratado pelo Chelsea no dia 4 de agosto de 2010, por 19 milhões de euros (40 milhões de reais), assinando um contrato de quatro anos. O volante foi anunciado oficialmente no dia 13 de agosto, recebendo a camisa 7, desocupada desde a saída de Andriy Shevchenko. Com boas atuações, tornou-se titular absoluto do time londrino em pouco tempo.
O primeiro gol de Ramires pelos Blues foi numa partida contra o Bolton, fora de casa. O Chelsea goleou por 4–0 e o jogador foi um dos destaques, controlando o meio-campo e marcando o quarto gol da equipe.

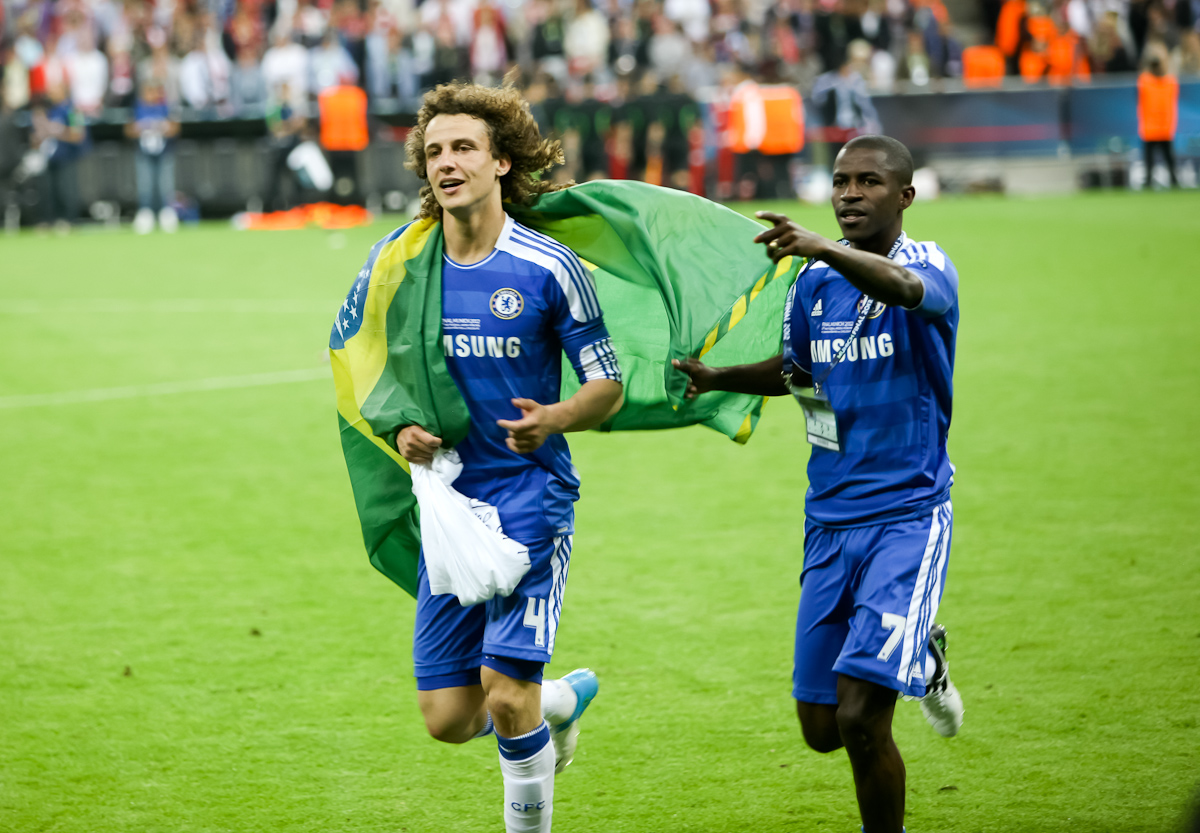
Ramires e David Luiz comemorando o título da Liga dos Campeões da UEFA

No dia 24 de abril de 2012, fez o gol mais importante de sua carreira contra o Barcelona, no Camp Nou, que garantiu a classificação da sua equipe para a final da Liga dos Campeões. No dia 19 de maio, o Chelsea conquistou a Liga dos Campeões após derrotar o Bayern de Munique nos pênaltis por 5–4. Ramires não atuou por ter levado o terceiro cartão amarelo contra o Barcelona. No final da temporada, Ramires foi eleito pelos companheiros de Chelsea como o melhor jogador do clube na temporada 2011–12. Além de ser eleito o melhor jogador, também ganhou o prêmio de gol mais bonito; o tento que lhe rendeu tal premiação foi justamente o gol sobre o Barcelona no segundo jogo da semifinal da Champions.
Ao final de 2012, apesar da derrota para o Corinthians na final do Mundial de Clubes da FIFA, Ramires confirmou a boa fase e foi o único brasileiro escolhido para integrar a seleção ideal do ano, do jornal francês L'Équipe.
Num jogo contra o Wigan, em partida válida pela Premier League de 2012–13, o volante marcou o gol de número 20 com a camisa do Chelsea. Voltou a balançar as redes no dia 10 de março, garantindo um empate por 2–2 contra o Manchester United, pela Copa da Inglaterra. Fez mais um gol no dia 8 de maio, contra o Tottenham, num empate por 2–2 válido pela Liga dos Campeões da UEFA.
No dia 17 de setembro de 2014, contra o Schalke 04, Ramires completou 200 jogos com a camisa do Chelsea. A partida, válida pela Liga dos Campeões da UEFA, terminou empatada em 1–1.

### Jiangsu Suning
No dia 27 de janeiro de 2016, o Chelsea confirmou sua venda para o Jiangsu Suning, da China, que pagou 28 milhões de euros (123,3 milhões de reais) pelo brasileiro. A transferência foi a mais cara do futebol chinês na época.

### Palmeiras
No dia 13 de junho de 2019, o jogador, que estava livre no mercado após a saída do Jiangsu Suning, assinou por quatro anos com o Palmeiras. Fez sua estreia pela equipe paulista no dia 20 de julho, na derrota contra o Ceará, em partida válida pelo Campeonato Brasileiro.
Marcou seu único gol com a camisa do Verdão no dia 26 de julho de 2020, na vitória por 2–1 sobre o Água Santa, pelo Campeonato Paulista.
Em novembro de 2020, teve seu contrato rescindido em comum acordo com o Palmeiras.

### Aposentadoria
Em 28 de setembro de 2022, Ramires anunciou sua aposentadoria do futebol.
| “         | Depois de algum tempo refletindo, gostaria de comunicar que decidi encerrar oficialmente a minha carreira como jogador de futebol profissional. Nesse momento, só me resta agradecer primeiramente a Deus por Ele ter me capacitado e me conduzido aos patamares mais altos que o esporte pode oferecer. Muito obrigado também a todos os clubes pelos quais passei. Sempre levarei vocês e seus torcedores em meu coração. Gratidão também à Seleção Brasileira de Futebol por ter me proporcionado o prazer de disputar duas Copas do Mundo, o que foi a realização de um sonho. | ” |
| — Ramires | |   |

## Seleção Nacional
Ramires foi convocado para o amistoso da Seleção Brasileira Pré-Olímpica contra os melhores do Brasileirão de 2007. A Seleção perdeu por 3–0. Após o corte de Robinho das Olimpíadas, Ramires foi convocado em seu lugar, mas teve poucas oportunidades como lateral no time comandado pelo treinador Dunga. Seu primeiro gol pela Seleção foi em um amistoso pré-copa, contra a Tanzânia. Ramires marcou em um lindo chute da entrada da área e marcou outro, de cabeça após cruzamento de Daniel Alves.

### Copa das Confederações de 2009
Em 2009, Ramires foi novamente convocado por Dunga para participar de dois jogos da Seleção nas Eliminatórias. Em maio esteve na lista de convocados para a Copa das Confederações FIFA, realizada na África do Sul.
O jogo de estreia de Ramires na Seleção principal foi na vitória brasileira sobre o Uruguai por 4–0. Nos dois primeiros jogos da Copa das Confederações, o jogador se destacou bastante atuando pela Seleção, principalmente no segundo jogo, jogando como armador ao lado de Kaká, onde, apesar de não ter feito gol algum, foi considerado por muitos como o melhor jogador em campo. Além de ter jogado muito bem, deu dois passes decisivos para dois dos três gols do Brasil contra a Seleção dos Estados Unidos.

### Copa do Mundo de 2010
No dia 11 de maio de 2010, Ramires foi convocado pelo técnico Dunga para integrar o elenco da Seleção Brasileira na Copa do Mundo FIFA disputada na África do Sul.

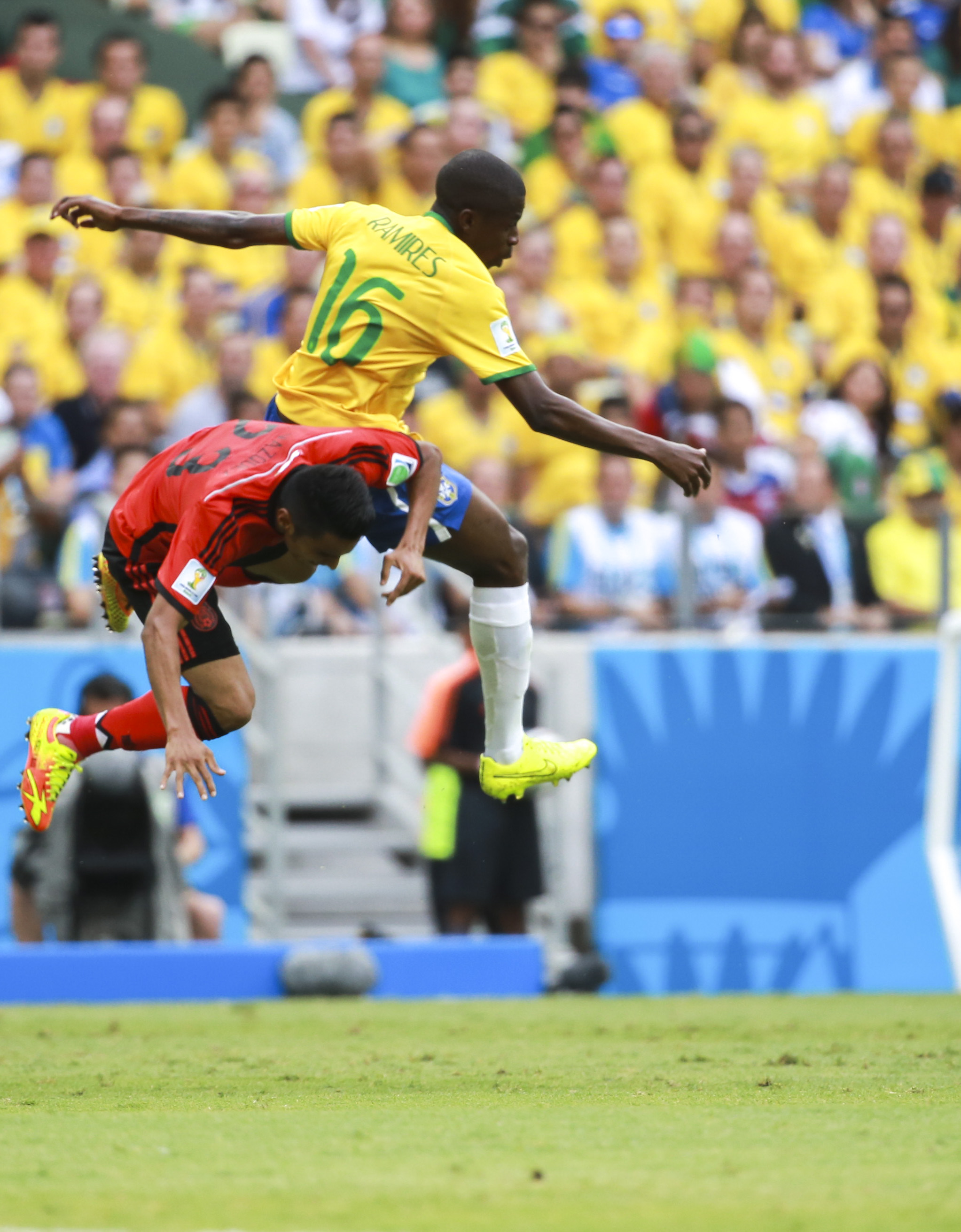
Ramires atuando pelo Brasil contra o México na Copa do Mundo FIFA de 2014

Conquistou a vaga de titular no jogo das oitavas-de-final contra o Chile, após lesão do titular Elano. Ramires teve boa atuação, dando uma assistência e ajudando no setor defensivo. Entretanto, acabou recebendo um cartão amarelo por uma dura entrada no jogador chileno, que culminou na sua suspensão do jogo das quartas-de-final, quando o Brasil acabou eliminado pela Seleção Holandesa.

### 2010–2013
Em 26 de julho de 2010, foi chamado pelo novo treinador da Seleção Brasileira, Mano Menezes, para o amistoso contra os Estados Unidos, no dia 10 de agosto. Foi titular na partida, mostrando que deveria permanecer na Seleção mesmo após a renovação feita no elenco. Após a demissão de Mano Menezes e já com o novo técnico, Luiz Felipe Scolari, pouco antes de uma convocação Ramires não comunicou a CBF que havia sofrido uma lesão, fazendo assim com que ele não ficasse entre os convocados de Felipão para a Copa das Confederações FIFA de 2013. Pouco tempo depois, foi chamado para amistosos.

### Copa do Mundo de 2014
Foi convocado para a Copa do Mundo FIFA de 2014. Na partida de abertura, contra a Croácia, na Arena Corinthians, Ramires entrou no segundo tempo no lugar de Neymar e teve participação no gol de Oscar após roubar a bola no meio de campo.

## Ancestralidade
Em 2022, Ramires submeteu-se a exame de ancestralidade onde descobriu que possui 99% de ancestralidade africana (Mali, Camarões, Libéria, Senegal e Gana, a Costa do Marfim) e 1% de ancestralidade europeia.

## Estatísticas
Atualizadas até 27 de novembro de 2020

### Clubes
| Clube             | Temporada         | Campeonato nacional | Campeonato nacional | Campeonato nacional | Copa nacional[a] | Copa nacional[a] | Copa nacional[a] | Competições continentais[b] | Competições continentais[b] | Competições continentais[b] | Outros torneios[c] | Outros torneios[c] | Outros torneios[c] | Total | Total | Total   |
| Clube             | Temporada         | Jogos               | Gols                | Assist.             | Jogos            | Gols             | Assist.          | Jogos                       | Gols                        | Assist.                     | Jogos              | Gols               | Assist.            | Jogos | Gols  | Assist. |
| ----------------- | ----------------- | ------------------- | ------------------- | ------------------- | ---------------- | ---------------- | ---------------- | --------------------------- | --------------------------- | --------------------------- | ------------------ | ------------------ | ------------------ | ----- | ----- | ------- |
| Joinville         | 2006              | 14                  | 3                   | 0                   | —                | —                | —                | —                           | —                           | —                           | —                  | —                  | —                  | 14    | 3     | 0       |
| Joinville         | Total             | 14                  | 3                   | 0                   | 0                | 0                | 0                | 0                           | 0                           | 0                           | 0                  | 0                  | 0                  | 14    | 3     | 0       |
| Cruzeiro          | 2007              | 32                  | 3                   | 4                   | 1                | 0                | 0                | 1                           | 0                           | 0                           | —                  | —                  | —                  | 34    | 3     | 4       |
| Cruzeiro          | 2008              | 25                  | 6                   | 3                   | —                | —                | —                | 10                          | 5                           | 2                           | 12                 | 2                  | 0                  | 47    | 13    | 5       |
| Cruzeiro          | 2009              | 4                   | 1                   | 0                   | —                | —                | —                | 11                          | 1                           | 2                           | 15                 | 9                  | 0                  | 30    | 11    | 2       |
| Cruzeiro          | Total             | 61                  | 10                  | 7                   | 1                | 0                | 0                | 22                          | 6                           | 4                           | 27                 | 11                 | 0                  | 111   | 27    | 11      |
| Benfica           | 2009–10           | 26                  | 4                   | 6                   | 5                | 1                | 0                | 12                          | 0                           | 0                           | —                  | —                  | —                  | 43    | 5     | 6       |
| Benfica           | Total             | 26                  | 4                   | 6                   | 5                | 1                | 0                | 12                          | 0                           | 0                           | 0                  | 0                  | 0                  | 43    | 5     | 6       |
| Chelsea           | 2010–11           | 29                  | 2                   | 0                   | 4                | 0                | 0                | 8                           | 0                           | 0                           | —                  | —                  | —                  | 41    | 2     | 0       |
| Chelsea           | 2011–12           | 30                  | 5                   | 3                   | 7                | 4                | 2                | 10                          | 3                           | 2                           | —                  | —                  | —                  | 47    | 12    | 7       |
| Chelsea           | 2012–13           | 35                  | 7                   | 4                   | 10               | 3                | 1                | 15                          | 1                           | 2                           | 2                  | 0                  | 1                  | 62    | 9     | 8       |
| Chelsea           | 2013–14           | 30                  | 1                   | 4                   | 5                | 1                | 0                | 11                          | 2                           | 1                           | —                  | —                  | —                  | 46    | 4     | 5       |
| Chelsea           | 2014–15           | 23                  | 2                   | 4                   | 5                | 1                | 0                | 6                           | 1                           | 0                           | —                  | —                  | —                  | 34    | 4     | 4       |
| Chelsea           | 2015–16           | 12                  | 2                   | 0                   | 3                | 1                | 1                | 5                           | 0                           | 0                           | 1                  | 0                  | 0                  | 21    | 3     | 1       |
| Chelsea           | Total             | 159                 | 17                  | 15                  | 34               | 10               | 4                | 55                          | 7                           | 5                           | 3                  | 0                  | 1                  | 251   | 34    | 25      |
| Jiangsu Suning    | 2016              | 26                  | 4                   | 1                   | 6                | 1                | 1                | 5                           | 0                           | 5                           | 1                  | 0                  | 0                  | 38    | 5     | 7       |
| Jiangsu Suning    | 2017              | 23                  | 7                   | 4                   | 3                | 1                | 0                | 7                           | 4                           | 0                           | 1                  | 0                  | 0                  | 34    | 12    | 4       |
| Jiangsu Suning    | 2018              | 0                   | 0                   | 0                   | 1                | 0                | 2                | —                           | —                           | —                           | —                  | —                  | —                  | 1     | 0     | 2       |
| Jiangsu Suning    | Total             | 49                  | 11                  | 5                   | 10               | 2                | 3                | 12                          | 4                           | 5                           | 2                  | 0                  | 0                  | 73    | 17    | 13      |
| Palmeiras         | 2019              | 6                   | 0                   | 0                   | 0                | 0                | 0                | 0                           | 0                           | 0                           | —                  | —                  | —                  | 6     | 0     | 0       |
| Palmeiras         | 2020              | 16                  | 0                   | 0                   | 3                | 0                | 0                | 7                           | 0                           | 0                           | 11                 | 1                  | 0                  | 37    | 1     | 0       |
| Palmeiras         | Total             | 22                  | 0                   | 0                   | 3                | 0                | 0                | 7                           | 0                           | 0                           | 11                 | 1                  | 0                  | 43    | 1     | 0       |
| Total na carreira | Total na carreira | 331                 | 45                  | 33                  | 53               | 13               | 7                | 108                         | 17                          | 14                          | 43                 | 12                 | 1                  | 535   | 87    | 55      |

- a. ^ Jogos da Copa do Brasil, Taça de Portugal, Taça da Liga, Copa da Inglaterra, Copa da Liga Inglesa e Copa da China
- b. ^ Jogos da Copa Libertadores da América, Liga Europa da UEFA, Liga dos Campeões da UEFA e Supercopa da UEFA
- c. ^ Jogos do Campeonato Mineiro, Campeonato Internacional de Verano, Supercopa da Inglaterra, Mundial de Clubes da FIFA e Supercopa da China

### Seleção Brasileira
Abaixo estão listados todos jogos, gols e assistências do futebolista pela Seleção Brasileira, desde as categorias de base. Abaixo da tabela, clique em expandir para ver a lista detalhada dos jogos de acordo com a categoria selecionada.
Sub-23 (Olímpico)
| Ano   |       |      |         |       |
| Ano   | Jogos | Gols | Assist. | Média |
| ----- | ----- | ---- | ------- | ----- |
| 2008  | 9     | 0    | 0       | 0     |
| Total | 9     | 0    | 0       | 0     |

Seleção principal
| Ano   |       |      |         |       |
| Ano   | Jogos | Gols | Assist. | Média |
| ----- | ----- | ---- | ------- | ----- |
| 2009  | 10    | 0    | 1       | 0     |
| 2010  | 10    | 2    | 2       | 0,2   |
| 2011  | 7     | 0    | 0       | 0     |
| 2012  | 6     | 1    | 0       | 0,16  |
| 2013  | 8     | 1    | 1       | 0,12  |
| 2014  | 11    | 0    | 1       | 0     |
| Total | 52    | 4    | 5       | 0,07  |

|    | Data                   | Local                             | Resultado | Adversário | Gols | Competição |
| -- | ---------------------- | --------------------------------- | --------- | ---------- | ---- | ---------- |
| 1. | 7 de junho de 2010     | Dar es Salaam, Tanzânia           | 1–5       | Tanzânia   | 2    | Amistoso   |
| 2. | 7 de junho de 2010     | Dar es Salaam, Tanzânia           | 1–5       | Tanzânia   | 2    | Amistoso   |
| 3. | 10 de setembro de 2012 | Estádio do Arruda, Recife, Brasil | 8–0       | China      | 1    | Amistoso   |
| 4. | 7 de setembro de 2013  | Mané Garrincha, Brasília, Brasil  | 6–0       | Austrália  | 1    | Amistoso   |

## Títulos
Joinville
- Campeonato Catarinense - Série A2: 2005
- Campeonato Catarinense - Divisão Especial: 2006

Cruzeiro
- Campeonato Mineiro: 2008 e 2009

Benfica
- Primeira Liga: 2009–10
- Taça da Liga: 2009–10

Chelsea
- Copa da Inglaterra: 2011–12
- Liga dos Campeões da UEFA: 2011–12
- Liga Europa da UEFA: 2012–13
- Copa da Liga Inglesa: 2014–15
- Premier League: 2014–15

Palmeiras
- Florida Cup: 2020
- Campeonato Paulista: 2020
- Copa Libertadores da América: 2020
- Copa do Brasil: 2020

Seleção Brasileira
- Copa das Confederações FIFA: 2009
- Superclássico das Américas: 2014

### Outras conquistas
Cruzeiro
- Campeonato Internacional de Verano: 2009

### Prêmios individuais
- Seleção do Campeonato Mineiro: 2008 e 2009
- Bola de Prata da Placar: 2008
- Seleção do Campeonato Brasileiro: 2008
- Gol da Temporada do Chelsea: 2010–11 e 2011–12[10]
- Jogador da Temporada do Chelsea: 2011–12[10]
- 61° Melhor Jogador do Ano de 2012 (The Guardian)[29]